# MegaCAD
MegaCAD ist ein CAD-Programm von der deutschen Softwarefirma Megatech Software GmbH. Es ist lauffähig unter den 32- und 64-Bit-Versionen von Microsoft Windows 10 und 11.
Das Programm ist in verschiedenen Leistungsstufen erhältlich, angefangen von einer Einsteiger-Lösung (MegaCAD Lt) über MegaCAD 2D und MegaCAD 3D bis zur vollausgestatteten MegaCAD Profi plus. Neben dem Grundprogramm werden verschiedene Speziallösungen für unterschiedliche Fachbereiche angeboten:
- MegaCAD Metall 3D
- MegaCAD Metall 3D Professional
- MegaCAD Blech
- MegaCAD Maschinenbau
- Kinematik
- Fließbilder
- Holzbau (Abbund-CAD)
- Feuerware (Flucht- und Rettungswege)
- Tischler